# Dobrova (gmina Dobrova-Polhov Gradec)
Dobrova – wieś w Słowenii, w gminie Dobrova-Polhov Gradec. W 2018 roku liczyła 923 mieszkańców.